# Kerstin Vokinger
Kerstin Noëlle Vokinger (* 1988 in Zürich) ist eine Schweizer Professorin für Recht und Medizin an der Universität Zürich und der ETH Zürich. 2022 gewann sie den Schweizer Wissenschaftspreis Latsis für ihre interdisziplinäre Forschung an der Schnittstelle von Recht, Medizin und Technologie.

## Biografie
Vokinger wuchs mit ihrem jüngeren Bruder im Kanton Aargau auf. Ihre Mutter stammt aus Cagayan de Oro, einer philippinischen Stadt in der Provinz Misamis Oriental. Ihr Vater ist gelernter Vergolder und hat auf einem zweiten Bildungsweg Wirtschaft studiert.

### Ausbildung und Beruf
Nach der Matura begann Vokinger mit dem Rechtsstudium an der Universität Zürich. Nach ihrer Einsicht, dass "Recht und Gerechtigkeit nicht dasselbe sind", hinterfragte sie ihre Studienwahl und spielte mit dem Gedanken, Medizin zu studieren. Daraufhin absolvierte sie den Numerus Clausus-Test und begann – nebst dem Studium der Rechtswissenschaften – das Medizinstudium. In der Schweiz ist ein Doppelstudium auf Bachelorstufe grundsätzlich verboten. Vokinger war an der Universität Zürich als Medizinstudentin immatrikuliert, besuchte jedoch auch Jus-Vorlesungen (ein sogenanntes Schattenstudium) und schrieb jeweils Prüfungen in beiden Fächern.
Zwischen 2012 und 2017 absolvierte sie mehrere berufliche wie auch akademische Stationen parallel. So arbeitete sie beispielsweise als Praktikantin einer Anwaltskanzlei, während sie auch die Medizinpraktika für ihr Studium absolvierte. Im Anschluss begann sie mit dem PhD-Programm in Biomedical Ethics and Law an ihrer Alma Mater, welches vom Schweizerischen Nationalfonds gefördert wurde. 2014 erlangte sie das Anwaltspatent, nachdem sie für die Prüfung nur einen Monat lang gelernt hatte. Von 2015 bis 2016 absolvierte sie ein LL.M.-Studium an der Harvard Law School, USA. 2017 promovierte sie in Humanmedizin an der Universität Basel. Parallel absolvierte sie ein Postdoc Fellowship an der Harvard Medical School.
Sie wird als Expertin zu Themen in Recht, Medizin und Technologie befragt oder zitiert. Sie wird als Expertin und Konsulentin bei Behörden und internationalen Organisationen beigezogen, unter anderem beim Deutschen Bundestag, bei der WHO und dem Bundesamt für Gesundheit.
Seit 2019 arbeitet sie als Professorin an der Universität Zürich und seit 2024 als Professorin an der ETH Zürich. Sie ist zudem Affiliiertes Fakultätsmitglied an der Harvard Medical School. Ihr Forschungsschwerpunkt liegt an der interdisziplinären Schnittstelle von Recht, Medizin und Technologie.

## Auszeichnungen
- 2022: Schweizer Wissenschaftspreis Latsis[3]